# Al Joyner
Alfredrick "Al" Joyner (n. 19 de enero de 1960 en East St. Louis, Illinois) es un atleta estadounidense especialista en triple salto que fue campeón olímpico en los Juegos de Los Ángeles 1984.
Comenzó a destacar en el atletismo cuando estudiaba secundaria en la Lincoln High School de su localidad natal. Más tarde acudió a la Universidad Estatal de Arkansas.
En 1983 fue 3.º en los campeonatos absolutos de Estados Unidos, tras Willie Banks y Mike Conley, lo que le dio derecho a participar en los Campeonatos del Mundo de Helsinki de ese mismo año. Joyner fue 8.º en esta competición con una discreta marca de 16.76
Fue 2.º en las pruebas de clasificación de su país para los Juegos Olímpicos de Los Ángeles 1984, por detrás de Mike Conley. Ya en los Juegos, Conley partía como gran favorito para el oro. La prueba se vio muy perjudicada por la ausencia a causa del boicot de varios de los mejores triplistas del momento, como los soviéticos Oleg Protsenko y Aleksandr Yakovlev, o el cubano Lazaro Betancourt.
La final se celebró el 17 de junio y Al Joyner dio la sorpresa ganando la medalla de oro con un salto de 17.26 Su compatriota Mike Conley se tuvo que conformar con la medalla de plata (17.18) mientras el bronce correspondió al británico Keith Connor (16.87) Joyner era el primer estadounidense en ganar un oro en triple salto desde hacía 80 años.
Tras los Juegos no volvería a obtener grandes resultados en competiciones importantes, aunque en 1987 logró en San José, California, realizar el mejor salto de su vida con 17.53 que era la sexta mejor marca mundial de ese año.
Al Joyner es hermano de la atleta Jackie Joyner-Kersee, ganadora de tres medallas de oro olímpicas. En 1987 se casó con la también atleta Florence Griffith, y ambos tuvieron una hija llamada Mary Ruth. Es la segunda familia con más medallas olímpicas 12 (7 de oro, 3 de platas y 2 de bronce).
Tras la muerte de Florence en 1998, se volvió a casar con Alisha Biehn en 2003, y con ella ha sido padre de un niño llamado Jayden Alfrederick y una niña llamada Skylar Rose.
Tras su retirada fue entrenador de atletismo, y llevó la preparación de su mujer Florence Griffith después de que esta rompiera con su entrenador de siempre Bob Kersee

## Resultados
| Año  | Competición                 | Lugar        | Puesto | Marca |
| ---- | --------------------------- | ------------ | ------ | ----- |
| 1983 | Campeonato del Mundo        | Helsinki     | 8.º    | 16.76 |
| 1984 | Juegos Olímpicos            | Los Ángeles  | 1.º    | 17.26 |
| 1987 | Campeonato del Mundo Indoor | Indianápolis | 5.º    | 16.92 |